# LOGER
LOGER Revista Científica de Logística y Gestión de Riesgos es una revista académica de revisión por pares sobre la gestión de riesgos en la cadena de suministro editado por Instituto Profesional ILCEC.
La revista es de acceso abierto y se publica en línea, pero no posee protocolo OAI-PMH. Sus obras están bajo Licencia Creative Commons Reconocimiento 4.0 Internacional.